# 영구자석 동기전동기
영구자석 동기전동기(永久磁石同期電動機, Permanent Magnet Synchronous Motor, PMSM)는 계자에 영구자석을 사용 중인 동기전동기다.

## 특징
- 유도전동기나 전자석 동기전동기보다 고효율이다.
- 정류자·브러시·계자여자 회로(界磁勵磁回路)·슬립 링이 없어 보수가 용이하다.
- 계자의 손실에 의한 온도 상승이 없기 때문에, 계자 온도 상승에 대한 보호가 불필요하다.
- 회전속도가 전원주파수에 의해 결정된다. 상용교류의 주파수는 장기적으로 안정되어 있기 때문에, 전파시계가 보급되기 이전엔 상용교류식의 전기시계가 널리 사용되고 있다.
- 속도를 변화시키기 위해선 전용 가변전압 가변주파수 제어(VVVF) 인버터가 필요하다. 그래서 기동 및 정지시에 독특한 음이 발생한다.
- 정현파 벡터 제어를 하기 위해, 회전자의 위상각을 검출하기 위한 홀 소자 등을 사용 중인 센서가 사용되면서, 최근엔 직류 버스의 과전류 보호용 분류기 전압으로부터 교류전류를 재현하여, 회전자 위치를 마이크로 컴퓨터로 계산할 수 있는 센서리스 방식이 주류가 되어 가고 있다.
- 구형파에 의한 제어는, 역기전력을 검출하여 위상각을 검출할 수 있는 방법이 일반적이다.

## 주요 실적
- 도쿄 지하철 16000계 전동차: 2010년에 노후된 기존 도쿄 지하철 6000계 전동차의 대차분으로 도입이 이루어졌으며, 도시바 사의 PMSM-IGBT 인버터를 최초로 채용한 바 있다.
- 큐슈여객철도 305계 전동차: 2015년에 도입된 후쿠오카 시 교통국 지하철 공항선과 지쿠히 선의 직결 운행용으로 도입된 전동차이므로, 도시바 사의 PMSM-IGBT 인버터를 채용한 바 있다.
- 서울교통공사 6000호대 전동차: 2016년 11월 서울교통공사와 업무협약(MOU) 체결 이후 현대로템에서 개발한 모터로 미쓰비시 IGBT PMSM에 자사의 IPM을 추가하고 633편성의 6533호에 장착하여 시운전시켰다. 2020년 영업운행 6,000km를 달성하고 원래의 구동음으로 환원이 이루어졌다.
- 부산교통공사 1000호대 전동차: 2017년 10월~2018년 2월부터 2020년 6~9월까지 도입된 쵸퍼제어(101~111편성)전동차 대차분으로, 당시엔 제작 기술이 존재하지 않았기에 현대로템 창원공장에서 제작하기 때문에 도시바 사의 PMSM IGBT를 직수입하여 적용시켰다. 현재는 우진산전 증평공장에서 라이센스 생산한다.
- 서울교통공사 4000호대 VVVF 전동차: 2022년 12월 26일부터 2023년 1월 4일까지 노후된 기존 전동차 대차분으로 도입되며, 우진산전에서 제작하기 때문에 도시바제 PMSM IGBT가 적용된다.
- 서울교통공사 5000호대 전동차: 2021년 3월 22일부터 2023년 1월 12일까지 기존 차량의 대차분으로 도입되며, 우진산전에서 제작하기 때문에 도시바 사의 PMSM IGBT가 적용되고 다원시스에서 제작된다.
- 서울교통공사 7000호대 전동차, 서울교통공사 8000호대 전동차: 2021년 6월부터 노후된 기존 전동차 대차분으로 도입되며, 8호선의 경우 별내선 연장분이 포함된다. 우진산전에서 제작하기 때문에 도시바 사의 PMSM이 적용되고 대차분은 다원시스에서 제작된다.
- 한국철도공사 311000호대 · 312000호대 전동차, 한국철도공사 351000호대 전동차, 한국철도공사 381000호대 전동차: 2027년 1월부터 노후된 기존 전동차 대차분으로 도입되며, 1호선, 수인분당선의 경우 제작하기 때문에 도시바 사의 PMSM이 적용되고 대차분이다.

## 같이 보기
- 전자석 동기전동기
- 무정류자 전동기